# Papyrus 90
Papyrus 90 (nach Gregory-Aland mit Sigel {\displaystyle {\mathfrak {P}}}90 bezeichnet) ist eine frühe griechische Abschrift des Neuen Testaments. Dieses Papyrusmanuskript enthält Teile des Johannesevangeliums. Der verbleibende Text besteht nur aus schlecht erhaltenen Fragmenten und umfasst die Verse 18,36–19,7. Mittels Paläographie wurde es auf das 2. Jahrhundert datiert.
Der griechische Text des Kodex repräsentiert den Alexandrinischen Texttyp. Aland ordnete ihn wegen seines Alters in Kategorie I ein.
Comfort schreibt, die „Handschrift hätte enge Textverwandtschaft mit {\displaystyle {\mathfrak {P}}}66 ... [und] eine Neigung zum א (Aleph).“
Die Handschrift wird zurzeit in den Räumen der Papyrologie der Bodleian Art, Archaeology and Ancient World Library in Oxford aufbewahrt.

## Griechischer Text
Der Papyrus ist beidseitig beschrieben. Die im Folgenden fett gedruckten Buchstaben sind auf dem Papyrus {\displaystyle {\mathfrak {P}}}90 sichtbar.
Johannesevangelium 18,36–19,1 (recto)

„BAΣIΛEIA H EMH OI YΠHPETAI OI EMOI

HΓΩNIZONTO AN INA MH ΠAPAΔOΘΩ

TOIΣ IOYΔAIOIΣ NYN ΔE H BAΣIΛEIA H

EMH OYK EΣTIN ENTEYΘEN EIΠEN

OYN AYTΩ O ΠEIΛATOΣ OYKOYN BAΣI-

ΛEYΣ ΣY EI AΠEKPIΘH O IΣE ΣY ΛEΓEIΣ

OTI BAΣIΛEYΣ EIMI EΓΩ EIΣ TOYTO 

ΓEΓENNHMAI KAI EIΣ TOYTO EΛHΛYΘ-

A EIΣ TON KOΣMON INA MAPTYPH-

ΣΩ TH AΛHΘEIA ΠAΣ O ΩN EK THΣ

AΛHΘEIAΣ AKOYEI MOY THΣ ΦΩNHΣ

ΛEΓEI AYTΩ O ΠEIΛATOΣ TI EΣTIN

AΛHΘEIA KAI TOYTO EIΠΩN ΠAΛIN

EΞHΛΘEN ΠPOΣ TOYΣ IOYΔAIOYΣ

KAI ΛEΓEI AYTOIΣ EΓΩ OYΔEMIAN

EYPIΣKΩ EN AYTΩ AITIAN EΣTIN

ΔE ΣYNHΘEIA YMEIN INA ENA AΠ-

OΛYΣΩ YMEIN EN TΩ ΠAΣXA BOYΛE-

ΣΘE OYN INA AΠOΛYΣΩ YMIN TON

BAΣIΛEA TΩN IOYΔAIΩN EKPAYΓ-

AΣAN OYN ΠAΛIN ΛEΓONTEΣ MH

TOYTON AΛΛA TON BAPABBAN HN

DE O BAPABBAΣ ΛHΣTHΣ TOTE OYN

ΛABΩN O ΠEIΛATOΣ TON IΣE KAI EMA-“

„(Jesus antwortete:) Mein Reich ist nicht von dieser Welt. Wäre mein Reich von dieser Welt, meine Diener würden darum kämpfen, dass ich nicht überantwortet würde den Juden; aber nun ist mein Reich nicht von hier. Da sprach Pilatus zu ihm: So bist du dennoch ein König? Es antwortete Jesus: Du sagst es: Ein König bin ich. Dazu bin ich geboren und dazu gekommen in die Welt, dass ich die Wahrheit bezeuge. Wer aus der Wahrheit ist, der hört meine Stimme. Spricht zu ihm Pilatus: Was ist Wahrheit? Und als er das gesagt hatte, ging er wieder hinaus zu den Juden und spricht zu ihnen: Ich finde an ihm keine Schuld. Es ist aber eure Gewohnheit, dass ich euch einen zum Passafest losgebe; wollt ihr nun, dass ich euch den König der Juden losgebe? Da schrien sie wiederum: Nicht diesen, sondern Barabbas! Es war aber Barabbas ein Räuber. Da nahm Pilatus Jesus und ließ ihn gei-“

Johannesevangelium 19,1-7 (verso)

„ΣTIΓΩΣEN KAI OI ΣTPATIΩTAI ΠΛE-

ΞANTEΣ ΣTEΦANON EΞ AKANΘΩN

EΠEΘHKAN AYTOY TH KEΦAΛH KAI

IMATION ΠOPΦYPOYN ΠEPIEBA-

ΛON AYTON KAI HPXONTO ΠPOΣ AY-

TON KAI EΛEΓON XAIPE O BAΣIΛEY-

Σ TΩN IOYΔAIΩN KAI EΔIΔOΣAN AY-

TΩ PAΠIΣMATA EΞHΛΘEN ΠAΛIN

O ΠEIΛATOΣ KAI LEΓEI AYTOIΣ IΔE

AΓΩ YMIN AYTON EΞΩ INA ΓNΩ-

TE OTI AITIAN EN AYTΩ OYX EYPIΣ-

KΩ EΞHΛΘEN OYN O IΣE EΞΩ ΦOP-

ΩN TON AKANΘINON ΣTEΦANON

KAI TO ΠOPΦYPOYN IMATION KAI

ΛEΓEI AYTOIΣ IΔOY O ANΘPΩΠOΣ

OTE OYN EIΔON AYTON OI APXIEPEIΣ

KAI OI YΠHPETAI EKPAZAN LEΓON-

TEΣ ΣTAYPΩΣON AYTON ΛEΓEI AY-

TOIΣ O ΠEIΛATOΣ ΛABETE YMEIΣ

AYTON KAI ΣTAYPΩΣATE EΓΩ ΓAP

OYX EYPIΣKΩ EN AYTΩ AITIAN

AΠEKPIΘHΣAN OI IOYΔAIOI HMEIΣ

NOMON EXOMEN KAI KATA TON
...“

„-ßeln. Und die Soldaten flochten eine Krone aus Dornen und setzten sie auf sein Haupt und legten ihm ein purpurnes Gewand an und traten zu ihm und sprachen: Sei gegrüßt, König der Juden!, und schlugen ihm ins Gesicht. Es ging wieder hinaus Pilatus und sprach zu ihnen: Seht, ich führe ihn zu euch heraus, damit ihr erkennt, dass ich eine Schuld an ihm nicht finde. Da kam Jesus heraus und trug die Dornenkrone und das purpurne Gewand. Und Pilatus spricht zu ihnen: Sehet, welch ein Mensch! Als ihn die Hohenpriester und die Diener sahen, schrien sie und sagten: Kreuzige ihn! Pilatus spricht zu ihnen: Nehmt ihr ihn hin und kreuzigt (ihn), denn ich finde keine Schuld an ihm. Es antworteten ihm die Juden: Wir haben ein Gesetz, und nach dem (Gesetz muss er sterben)…“

## Abbildungen
- ein Blatt von {\displaystyle {\mathfrak {P}}}90 verso
- ein Blatt von {\displaystyle {\mathfrak {P}}}90 reverso